# Квіткокол білобокий
Квіткокол білобокий (Diglossa albilatera) — вид горобцеподібних птахів родини саякових (Thraupidae). Мешкає в Андах.

## Опис

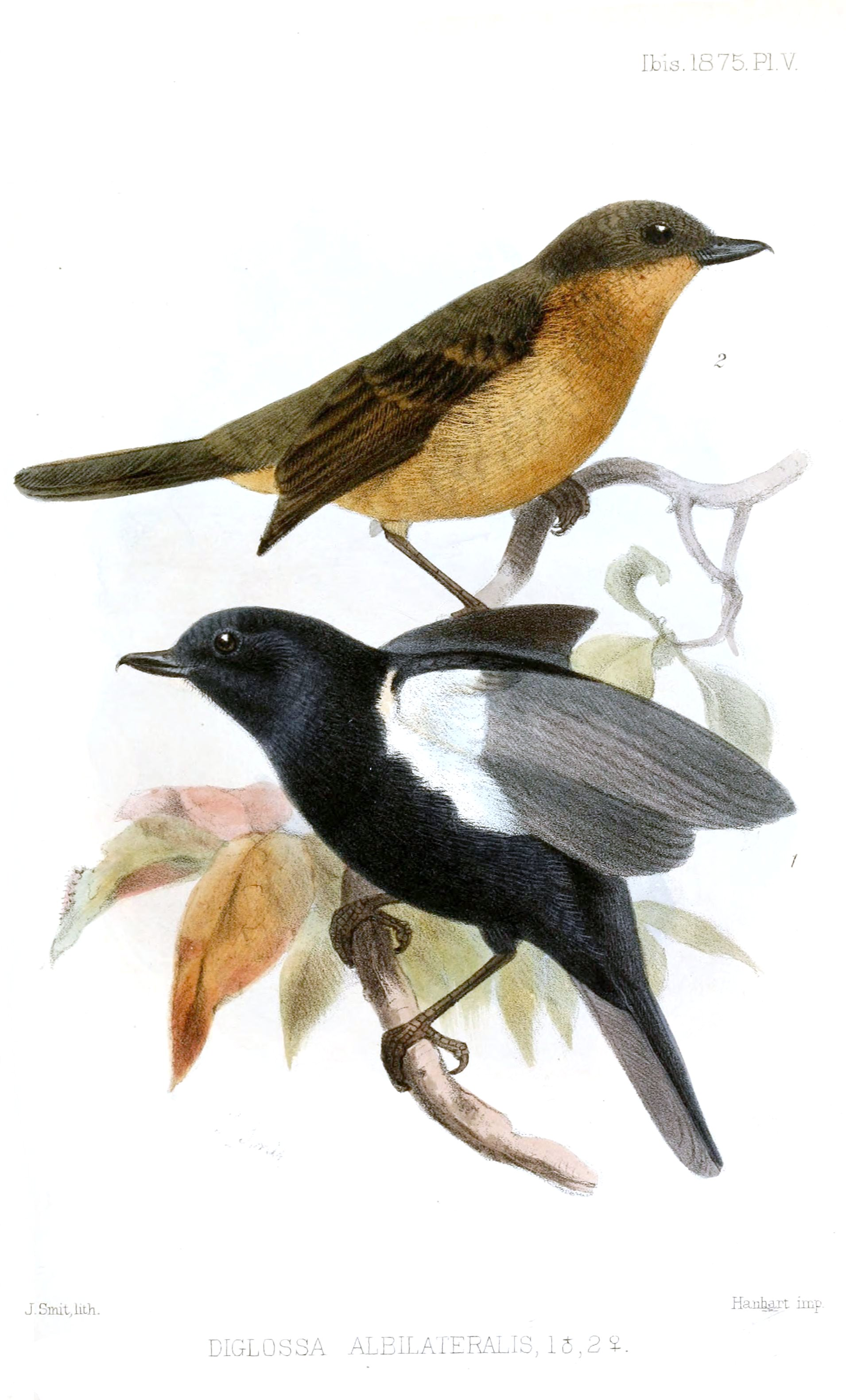
Пара білобоких квіткоколів

Довжина птаха становить 12,2-13,2 см, вага 10 г. Виду притаманний статевий диморфізм. Самець має повністю чорне забарвлення, на боках у них пучки білого пір'я, нижні покривні пера крил білі. У самиць верхня частина тіла оливково-коричнева, нижня частина тіла охриста або коричнева, боки оливкові або охристі. Білі плями на боках і на крилах такі ж, як і у самців.

## Підвиди
Виділяють чотири підвиди:
- D. a. federalis Hellmayr, 1922 — Прибережний хребет на півночі Венесуели;
- D. a. albilatera Lafresnaye, 1843 — гірський масив Сьєрра-Невада-де-Санта-Марта на півночі Колумбії, гори Сьєрра-де-Періха на північному сході Колумбії, Анди у Венесуелі, Колумбії і Еквадорі;
- D. a. schistacea Chapman, 1925 — Анди на крайньому південному заході Еквадору і на північному заході Перу (Кахамарка);
- D. s. sittoides Zimmer, JT, 1942 — Перуанські Анди (від річки Уткубамба[en] на південь до Куско).

## Поширення й екологія
Білобокі квіткоколи мешкають у Венесуелі, Колумбії, Еквадорі і Перу. Вони живуть на узліссях вологих гірських і хмарних тропічних лісів, на галявинах, у високогірних чагарникових і бамбукових заростях, на кавових птантаціях і в садах. Зустрічаються парами або невеликими зграйками, переважно на висоті від 1600 до 3300 м над рівнем моря. Іноді приєднуються до змішаних зграй птахів. Живляться нектаром Brachyotum strigosum, Macleania rupestris, Eucalyptus globulus, Clusia multiflora, Axinaea macrophylla і Gaiadendron punctatum, іноді також комахами.